# Карл Сеста
Карл Сеста (Зимеринг, 18. март 1906. — 12. јул 1974) био је фудбалер који је представљао аустријску и немачку репрезентацију.

## Клупска каријера
Играо је за многе клубове укључујући, Аустрију из Беча.

## Репрезентација
За Аустрију је дебитовао у мају 1932. против Чехословачке и учествовао је на Светском првенству 1934. године. За Аустрију је одиграо 44 утакмице и постигао један гол.